# Полдень с Гауди
«Полдень с Гауди» (исп. Tardes de Gaudí) — кинофильм режиссёра Сьюзен Зейделман, вышедший на экраны в 2001 году.
Фильм снят по роману Барбары Уилсон.

## Сюжет
Американская переводчица Кассандра Рэйли живёт и работает в Барселоне. Издателю на три месяца затянула сдачу перевода, квартирной хозяйке — на два месяца плату за жильё.
Изменения в жизни Кассандры наступают со звонком в её квартиру незнакомки, называющей себя Фрэнки и не говорящей по-испански. Она готова заплатить Кассандре три тысячи долларов за помощь в поиске пропавшего мужа. При всей странности обстоятельств Кассандра соглашается, рассчитывая на солидную сумму денег.
По номеру телефона удаётся выяснить адрес, где возможно проживает Бен — Дом Бальо. Кассандра устраивает слежку за постояльцами дома. Она слышит имя Бена и следует за автомобилем, который приводит её в Парк Гуэля. Там она становится свидетелем переодевания мужчины в женщину. Все материалы она передаёт Френки.
Фрэнки оказывается транссексуалом, а заплаченный ею чек — не действительным.
В поисках Френки Кассандра знакомится с иллюзионистом Гамильтоном, которого видела во время предыдущей слежки. Так же оказывается, что искомый Бен — женщина, которая увезла дочь Далилу подальше от Френки, её биологического отца.
В клубе Presto Кассандра становится участником иллюзион-шоу Гамильтона, становится свидетелем его бисексуальности. Она практически потеряла надежду найти Френки и получить свои деньги.
Ночью раздаётся телефонный звонок и Френки назначает ей встречу у склепа в Соборе Гауди. Кассандра получив деньги оказывается снова вовлечённой в интриги вокруг маленькой Далилы. Она становится объектом домогательств со стороны лесбиянки Эйприл, свидетельницей похищения Далилы, находит похитителя и умилённо наблюдает за сценой между любящими родителями и нашедшейся Далилой.
Все эти события вдохновляют Кассандру после многих лет навестить родной дом.

## В ролях
- Джуди Дэвис — Кассандра Рэйли, переводчица из Америки
- Марша Гей Харден — Фрэнки Стивенс
- Лили Тейлор — Бен
- Джулиет Льюис — Эйприл
- Кортни Джайнс — Далила
- Кристофер Бауэн — Гамильтон
- Мария Барранко — Кармен
- Пеп Молина — Пако
- Виктор Альваро — Джуан
- Стив Иткин — Голос Гарри
- Сержи Руис — старший сын Кармен
- Глория Ройг — дочь Кармен
- Айтор Экстравис — сын Кармен
- Глория Ройг — мать Кармен
- Саския Ланж — Мария
- Лоло Эрреро — пожилая женщина
- Артур Триас — таксист
- Джим Арнольд
- Манел Солас
- Рикардо Лопес
- Мигель Бордой

## Съёмочная группа
- Автор сценария: Джеймс Мир по роману Барбары Уилсон
- Режиссёр: Сьюзен Зейделман
- Оператор: Жозеф М. Сивит
- Художник-постановщик: Антксон Гомес
- Художники по костюмам:
  - Ивонн Блейк
  - Антония Маркис
- Композитор: Бернардо Бонецци
- Монтаж: Дирдри Слевин
- Продюсеры:
  - Андрес Висенте Гомес
  - Надин Луке
  - Сьюзен Зейделман
  - Фрида Торресбланко

## Факты
- Титры фильма выполнены в стилистике витражей
- Действие фильма происходит в Барселоне. Много кадров с городскими улочками. Бен живёт в доме Бальо, на крыше этого дома происходит драка Френки и Бена, слежку за Эйприл Кассандра ведёт в парке Гуэля, встреча с Френки происходит у склепа в Соборе Гауди
- В эпизоде, когда Кармен прогоняет из дому своего мужа, тот, чтобы сменить её гнев на милость, начинает петь песню Элвиса Пресли «Love Me Tender»
- В эпизоде в клубе Presto иллюзионист Гамильтон выступает под песню в исполнении Дина Мартина «Sway»